# Bambous de Planbuisson
El Jardín bambusería de Planbuisson (en francés: Bambous de Planbuisson) es un jardín botánico de 1,5 hectáreas de extensión, especializado en gramíneas, que se encuentra en Le Buisson-de-Cadouin, Francia.
"Collection National" por el Conservatorio de colecciones vegetales especializadas gracias a su colección de bambús que consta de 264 variedades (2005).
Gracias a su diseño y cultivo de variedades de bambús y gramíneas está clasificado por el Ministerio de Cultura de Francia como  « Jardin Remarquable» ( jardín notable ).

## Localización
Bambous de Planbuisson Le Buisson-de-Cadouin, Département de Dordogne, Nouvelle-Aquitaine France-Francia.
Planos y vistas satelitales, 44°50′43″N 0°54′35″E / 44.84528, 0.90972
Está abierto al público todos los días del año (en los meses de invierno previa cita).

## Historia
Michel Bonfils plantó los primeros bambúes hace 17 años en tierras agrícolas familiares en el valle del río  Dordoña, que fluye a 400 metros de distancia. Originalmente concebido como un conservatorio de una importante colección de bambúes, luego a partir de 1994 una colección de otras gramíneas y Carex de todo el mundo, la plantación se convirtió en un conjunto que tenía, sujeto a algunos transformaciones y comodidades, un carácter paisajístico de calidad. 
Aunque está en constante evolución, el jardín ya está en su madurez. Contiene la mayoría de las 264 especies o cultivares de bambúes y unas 350 especies o cultivares de otras hierbas y juncias que componen la colección de jardín (25 taxones de bambú tropical no se pueden plantar debido al clima). 
El jardín ha sido administrado desde septiembre de 2001 por la asociación sin ánimo de lucro (ley 1901)<< Association des Amis du Jardin de Planbuisson >> (Asociación de Amigos del Jardín Planbuisson)). Recientemente, el nombre del jardín resalta el carácter del parque de bambú de Perigord que resalta así mismo el tema del jardín. 
Desde 2005, se han organizado secuencias educativas "Plante-Nature-Environnement" para niños en grupos de 15 a 25 años, siguiendo el "Planbuisson Trail" sobre el tema de conocer el mundo vegetal y aprender a respetar la naturaleza. Están en proyecto hacer talleres de música sobre instrumentos de bambú.

## Colecciones botánicas
La mayor parte de la colección existente actualmente fue plantada en 1994.
En el jardín hay árboles notables, tal como Paulownia fortunei,  numerosos arbustos de China y de América.
Entre sus plantas vivaces, destaca la importante colección de bambús (264 taxones) y de otras gramíneas y cyperaceae (350 taxones)